# Tithorea obscurata
Tithorea obscurata är en fjärilsart som beskrevs av Richard Haensch 1909. Tithorea obscurata ingår i släktet Tithorea och familjen praktfjärilar. Inga underarter finns listade i Catalogue of Life.